# Cristel Miočević
Cristel Miočević (* 13. Oktober 1995 in Montreux, Kanton Waadt, Schweiz) ist eine kroatische Fußballspielerin.

## Leben
Miočević wurde in Montreux als Tochter kroatischer Immigranten aus Dubrovnik geboren. Sie wuchs in Bussigny auf und besuchte die schweizerisch-kroatische Schule Hrvatska Nastava Lausanne.

### Fußball-Karriere

#### Im Verein
Miočević startete ihre Karriere 2005 im Alter von 10 Jahren beim Team Vaud. Sie spielte neben der regionalen Jugendmannschaft es Team Vaud's, in einigen Jugendmannschaften des FC Renens. Dort rückte sie in der Saison 2011/2012 im Alter von nur 15 Jahren in die Seniorenmannschaft auf und absolvierte 3 Spiele in der 4. Liga. Nach ihrer ersten Seniorensaison, verließ sie im Sommer 2012 den FC Renens und wechselte in die B-Jugend des FC Yverdon Féminin. Dort rückte sie aufgrund von Verletzungssorgen im Herbst in die erste Mannschaft auf und gab am 11. August 2012 gegen den BSC Young Boys ihr Seniorendebüt in der Nationalliga A.

#### In der Nationalmannschaft
Miočević wurde im September 2012 erstmals in eine kroatische Auswahl berufen und spielte ihr Debüt für die U-19 Fußballnationalmannschaft der Frauen von Kroatien am 20. Oktober 2012 gegen die U-19 von Belgien. Nach fünf Einsätzen für die U-19 von Kroatien, wurde sie im Oktober 2013 das erste Mal für kroatische A-Nationalmannschaft nominiert. So wurde sie 27. Februar 2013 das erste Mal in die kroatische Fußballnationalmannschaft der Frauen für den Rovinj Cup berufen und kam nicht zum Einsatz. Mandir spielte ihr A-Länderspiel Debüt letztendlich am 26. Oktober 2013 gegen die Slowakische Fußballnationalmannschaft der Frauen.